# Miquel de Paz Plá
Miquel de Paz Plá   (Terrassa, 31 de gener de 1961) és un jugador d'hoquei sobre herba terrassenc, ja retirat, guanyador d'una medalla olímpica.
Amb 19 anys va participar en els Jocs Olímpics d'Estiu de 1980 realitzats a Moscou (Unió Soviètica), on la selecció espanyola d'hoquei sobre herba aconseguí guanyar la medalla de plata. Posteriorment participà en els Jocs Olímpics d'Estiu de 1984 realitzats a Los Angeles (Estats Units), on finalitzà vuitè i aconseguí guanyar així un diploma olímpic, i en els Jocs Olímpics d'Estiu de 1988 celebrats a Seül (Corea del Sud), on finalitzà novè.
A nivell de clubs jugà sempre a l'Atlètic Terrassa Hockey Club, amb qui va guanyar nou Campionats de Catalunya (1980, 1982, 1985-1991), vuit Copes del Rei (1984-1988, 1990, 1991, 1992) i nou Llligues(1983-1991).